# Cal Genescà
Cal Genescà és una masia del municipi de Gaià (Bages) inclosa en l'Inventari del Patrimoni Arquitectònic de Catalunya.

## Descripció
És un edifici Civil, una masia orientada a ponent. És de tipus I de la classificació de J. Danés. És un edifici de tres plantes construït amb pedra i tapia. Ha tingut diverses ampliacions: En l'ampliació de la part posterior hi ha dos contraforts.
Al fogatge de 1553 consta Jaume Gineschar, però la casa actual sembla posterior.